# Предраг Прокић
Предраг Прокић (рођен 2. новембра 1982. године у Београду) је професионални бициклиста и репрезентативац Србије. Тренутно вози за БК Крагујевац - Раднички. Предраг Прокић је освојио титулу првака Балкана у конкуренцији такмичара до 23 године, 2008. године је постао првак Србије у друмској вожњи,